# Horst Hagemann
Horst Hagemann (* 18. November 1924 in Breslau) ist ein ehemaliger deutscher Politiker (SED). Er war Oberbürgermeister der Stadt Greifswald.

## Leben
Hagemann war nach Kriegsende 1945 in der Verwaltung von Ludwigslust tätig. 1949 wurde er Mitglied der SED. Ab 1950 war Hagemann Mitarbeiter des Rates der Stadt Rostock, zeitweise Stadtrat und Abteilungsleiter. Von 1955 bis 1960 absolvierte er ein Fernstudium an der Hochschule für Ökonomie Berlin, das er als Diplomwirtschaftler abschloss. Von 1966 bis 1973 wirkte er als stellvertretender Oberbürgermeister von Rostock, 1973 als Bürgermeister und vom 1. Januar 1974 bis 4. Januar 1984 als Oberbürgermeister von Greifswald. Er war zudem Mitglied des Sekretariats der SED-Kreisleitung Greifswald.

## Auszeichnungen
- Vaterländischer Verdienstorden in Bronze (1975)